# Butaságom története
A Butaságom története 1965-ben bemutatott fekete-fehér magyar romantikus filmvígjáték, amelyet Keleti Márton rendezett.

## Cselekménye
Mérey László megnyerő külsejű és modorú, ünnepelt, vezető színész. A feleségének, Kabók Katinak kis szerepekben csak felvillanásai voltak. Szerették egymást, de a nagy színész árnyékában meghúzódva Katinak egyre nehezebben esett eljátszani a butácska feleséget. A rokonszenves fiatal pár íróbarátja, Forbáth György azonban lehetőséget teremtett a színésznő számára, hogy kitörjön ebből a szerepkörből. Bonyolította a helyzetet Jacqueline megjelenése, akire Kati féltékeny lett. A francia színésznő azért érkezett Magyarországra, hogy részt vegyen a Rákóczi Párizsban című film forgatásán, ahol Mérey László alakította volna II. Rákóczi Ferencet. A férj egyre több időt töltött a szépséges idegennel, észre sem vette, hogy a felesége – aki premierre készült a színházukban – egyre nagyszerűbben játszotta a főszerepet a próbákon.

## Szereplők
- Ruttkai Éva – Kabók "Kati" Katalin (Mérey Lászlóné)
- Básti Lajos – Mérey László, Kabók Kati férje
- Kiss Manyi – Gizi néni
- Mensáros László – Forbáth György
- Szemere Vera – Cipőboltvezető
- Várkonyi Zoltán – színész
- Irina Petrescu – Jacqueline Noiret
- Rajz János – Kati papája
- Pártos Erzsi – Kati mamája
- Keleti Kriszta (Keleti Krisztina néven) – Mérey Marika, Kati és Laci lánya
- Kozák László – színész
- Szendrő József – színész
- Sulyok Mária – özvegy Palágyi Ödönné, tanárnő
- Tomanek Nándor – miniszter
- Ruttkai Ottó – rendező
- Zách János – orvos
- Báró Anna – öltöztetőnő
- Zolnay Zsuzsa – öltöztetőnő
- Szemes Mari – színésznő
- Földi Teri – színésznő
- Káldi Nóra – vendég a kávéházban
- Vajda Márta – pincérnő
- Harkányi Endre – színinövendék
- Ernyey Béla – cipőbolti eladó